# علم (فلم)
علم هو فيلم روائي طويل أُنتج عام 2022، كتبه وأخرجه المخرج الفلسطيني فراس خوري. يمتد الفيلم على مدار 105 دقائق، وهو إنتاج مشترك بين فلسطين، تونس، قطر، وفرنسا. عُرض الفيلم لأول مرة في 15 مايو في فضاء سيني مدار بقرطاج، وذلك بمناسبة إحياء الذكرى السنوية لنكبة الشعب الفلسطيني. بطل الفيلم الشاب محمود بكري وشارك في التمثيل الفنان الفلسطيني صالح بكري ومن تونس معز التومي وسوسن معالج. يُعتبر "علم" من الأفلام التي تحفل بالرموز القومية ويعكس قدرة الجيل الصاعد على التعامل مع مفاهيم جديدة في ظل الصراع القائم، يركز على التحديات التي يواجهها الشباب الفلسطيني في ظل الظروف السياسية والاجتماعية التي يعيشونها.

## قصة الفيلم
تدور أحداث الفيلم حول تامر الشاب الفلسطيني المراهق الذي يعيش حياة تقليدية مع أصدقائه في أحد المدارس الثانوية. تتغير حياته بشكل جذري وتنقلب رأسا على عقب عندما تدخل الى حياته زميلته ميساء، ولنيل إعجابها يوافق تامر على المشاركة في عملية غامضة تحمل اسم علم تهدف إلى استبدال علم الاحتلال الإسرائيلي بالعلم الفلسطيني.

## جوائز
حصد فيلم "علم" العديد من الجوائز منها، جائزة أفضل عمل أول من مهرجان تطوان لسينما البحر الأبيض المتوسط. كما حصل على ثلاث جوائز في مهرجان القاهرة السينمائي الدولي، وهي جائزة الهرم الذهبي لأفضل فيلم في المسابقة الدولية، وجائزة تصويت الجمهور "يوسف شريف رزق الله"، وجائزة أفضل ممثل لمحمود بكري. إضافة إلى ذلك، فاز الفيلم بجائزة لجنة التحكيم للشباب في مهرجان السينما المتوسطية في بروكسل، وجائزتي أفضل عمل أول وأفضل عمل آسيوي في مهرجان كيرالا السينمائي الدولي.